# James Robinson (baloncestista)
James Ray Robinson (Jackson, Misisipi; 31 de agosto de 1970) es un exjugador de baloncesto estadounidense que disputó 7 temporadas en la NBA. Con 1,88 metros de estatura podía jugar tanto de base como de escolta.

## Trayectoria deportiva

### Universidad
Robinson fue una estrella de instituto en Misisippi, y compitió en estos niveles frente a Chris Jackson, que después tendría una exitosa carrera en Louisiana State y en Denver Nuggets. 
Robinson ingresó en la Universidad de Alabama en la temporada 1990-91. Con los Crimson Tide estuvo tres temporadas. En su año freshman comenzó a dar muestras de su calidad con promedios de 16.8 puntos y 3.9 rebotes. En su segunda temporada siguió creciendo hasta los 19.4 puntos, 4.1 rebotes y 2.2 asistencias. Alcanzó su mejor nivel como júnior en la temporada 1992-93, con 20.6 puntos, 4.5 rebotes y 2.3 asistencias por partido. Fue incluido en el primer quinteto de la Southeastern Conference. Se convirtió en el primer jugador de la universidad en anotar 20 o más puntos en 12 encuentros consecutivos y fue el primer júnior en la historia de Crimson Tide en sobrepasar los 1.500 puntos tras acabar con 1.831.
El promedio anotador de Robinson fue el mayor en Alabama desde Buck Johnson en 1986 con 20.7 de media. Robinson decidió saltarse su año sénior y presentarse al draft de la NBA.

### Profesional
Robinson fue elegido en puesto 21 del draft de 1993 por Portland Trail Blazers. En su temporada como rookie apenas contó con minutos y se quedó en 4.8 puntos. Sin embargo, aquel año le reservó un pequeño espacio para la historia. Robinson participó en el Concurso de Mates del All-Star de la NBA 1994, donde finalizó último.
La importancia de Robinson aumentó tras lesionarse Terry Porter y desprenderse Portland de Clyde Drexler. Su año sophomore se saldó con promedios de 9.2 puntos, 1.9 rebotes y 2.5 asistencias, a la poste sus mejores registros en la NBA. Se mantuvo en números similares durante la temporada 1995-96. Después de aquella temporada, fue traspasado junto a Bill Curley y una 1.ª ronda condicionada a Minnesota Timberwolves a cambio de Isaiah Rider. En los Wolves, ofreció unos números casi idénticos aunque jugando menos. Para la temporada 1997-98 firmó como agente libre con Los Angeles Clippers, donde promedió 7.7 puntos. Fue cortado en marzo de 1999. Entonces regresó de nuevo a Minnesota con dos contratos consecutivos de 10 días y posteriormente fue firmado para toda la temporada.
En la temporada 1999-00 se marchó a jugar a la liga griega con el Olympiakos, donde promedió 14.7 puntos, 2.7 rebotes y 2.8 asistencias.
Para la temporada 2000-01 regresó a la NBA de la mano de Orlando Magic, que le firmó un contrato de 10 días. Después pasó por el Lokomotiv Vody (donde promedió 16.2 puntos, 3 .9 rebotes y 5 asistencias) y por el Lokomotiv Rostov de la liga rusa.

## Estadísticas de su carrera en la NBA

### Temporada regular
| Temp.   | Edad | Equipo        | Liga | P   | TIT | MIN  | TC  | TCA | %TC  | 3P  | 3PA | %3P  | TL  | TLA | %TL  | R.OF. | R.DEF. | REB | ASIS | ROB | TAP | PER | FP  | PTS |
| 1993-94 | 23   | Portland      | NBA  | 58  | 3   | 11.6 | 1.8 | 4.9 | .365 | 0.4 | 1.3 | .315 | 0.8 | 1.2 | .672 | 0.6   | 0.8    | 1.3 | 1.2  | 0.5 | 0.3 | 0.9 | 1.2 | 4.8 |
| 1994-95 | 24   | Portland      | NBA  | 71  | 25  | 21.7 | 3.6 | 8.8 | .409 | 1.1 | 3.1 | .341 | 0.9 | 1.5 | .591 | 0.6   | 1.3    | 1.9 | 2.5  | 0.7 | 0.2 | 1.8 | 2.0 | 9.2 |
| 1995-96 | 25   | Portland      | NBA  | 76  | 5   | 21.4 | 3.0 | 7.6 | .399 | 1.3 | 3.7 | .359 | 1.2 | 1.8 | .659 | 0.6   | 1.5    | 2.1 | 2.0  | 0.4 | 0.2 | 1.5 | 1.9 | 8.5 |
| 1996-97 | 26   | Minnesota     | NBA  | 69  | 5   | 19.0 | 2.8 | 7.0 | .407 | 1.5 | 3.9 | .382 | 1.1 | 1.7 | .684 | 0.3   | 1.3    | 1.6 | 1.8  | 0.4 | 0.1 | 1.0 | 1.8 | 8.3 |
| 1997-98 | 27   | L.A. Clippers | NBA  | 70  | 13  | 17.6 | 2.8 | 7.2 | .389 | 1.1 | 3.2 | .329 | 1.1 | 1.5 | .720 | 0.5   | 1.1    | 1.6 | 1.9  | 0.5 | 0.1 | 1.4 | 1.4 | 7.7 |
| 1998-99 | 28   | TOTAL         | NBA  | 31  | 0   | 16.3 | 2.2 | 6.0 | .362 | 0.7 | 2.4 | .284 | 0.9 | 1.3 | .683 | 0.6   | 1.4    | 2.0 | 1.8  | 0.7 | 0.3 | 1.4 | 1.9 | 5.9 |
| 1998-99 | 28   | L.A. Clippers | NBA  | 14  | 0   | 20.0 | 2.8 | 7.0 | .398 | 0.6 | 2.1 | .267 | 1.4 | 1.9 | .741 | 0.7   | 1.2    | 1.9 | 1.3  | 1.0 | 0.2 | 1.1 | 2.1 | 7.6 |
| 1998-99 | 28   | Minnesota     | NBA  | 17  | 0   | 13.3 | 1.6 | 5.1 | .322 | 0.8 | 2.6 | .295 | 0.5 | 0.8 | .571 | 0.5   | 1.6    | 2.1 | 2.2  | 0.5 | 0.3 | 1.6 | 1.8 | 4.5 |
| 2000-01 | 30   | Orlando       | NBA  | 6   | 0   | 8.3  | 0.7 | 1.8 | .364 | 0.3 | 0.8 | .400 | 0.0 | 0.0 |      | 0.0   | 1.3    | 1.3 | 0.0  | 0.7 | 0.2 | 0.7 | 0.8 | 1.7 |
| Carrera |      |               | NBA  | 381 | 51  | 18.2 | 2.8 | 7.0 | .394 | 1.0 | 3.0 | .348 | 1.0 | 1.5 | .666 | 0.5   | 1.2    | 1.7 | 1.9  | 0.5 | 0.2 | 1.3 | 1.7 | 7.6 |

### Playoffs
| Temp.   | Edad | Equipo    | Liga | P  | MIN | TCA | TC | 3PA | 3P | TLA | TL | R.OF. | REB | ASIS | ROB | TAP | PER | FP | PTS | %TC  | %3P  | %FT  | MIN  | PTS | REB | AST |
| 1994    | 23   | Portland  | NBA  | 4  | 28  | 4   | 10 | 1   | 2  | 1   | 2  | 2     | 3   | 6    | 1   | 1   | 0   | 2  | 10  | .400 | .500 | .500 | 7.0  | 2.5 | 0.8 | 1.5 |
| 1995    | 24   | Portland  | NBA  | 2  | 4   | 2   | 3  | 2   | 3  | 0   | 0  | 0     | 0   | 1    | 0   | 0   | 0   | 0  | 6   | .667 | .667 |      | 2.0  | 3.0 | 0.0 | 0.5 |
| 1996    | 25   | Portland  | NBA  | 2  | 26  | 3   | 10 | 2   | 6  | 0   | 0  | 0     | 1   | 3    | 1   | 1   | 3   | 4  | 8   | .300 | .333 |      | 13.0 | 4.0 | 0.5 | 1.5 |
| 1997    | 26   | Minnesota | NBA  | 2  | 31  | 5   | 12 | 4   | 10 | 0   | 0  | 1     | 3   | 3    | 2   | 0   | 1   | 4  | 14  | .417 | .400 |      | 15.5 | 7.0 | 1.5 | 1.5 |
| 1999    | 28   | Minnesota | NBA  | 4  | 10  | 1   | 4  | 1   | 3  | 0   | 0  | 0     | 1   | 0    | 0   | 0   | 3   | 3  | 3   | .250 | .333 |      | 2.5  | 0.8 | 0.3 | 0.0 |
| Carrera |      |           | NBA  | 14 | 99  | 15  | 39 | 10  | 24 | 1   | 2  | 3     | 8   | 13   | 4   | 2   | 7   | 13 | 41  | .385 | .417 | .500 | 7.1  | 2.9 | 0.6 | 0.9 |